# Chantia paradoxa
Chantia paradoxa är en spindeldjursart som beskrevs av Pritchard och Baker 1962. Chantia paradoxa ingår i släktet Chantia och familjen Phytoseiidae. Inga underarter finns listade i Catalogue of Life.